# Пиранограф
Пиранограф (от греч. pýr — огонь, греч. ánō — наверху и др.-греч. μέτρον — мера, измеритель) — прибор (самописец) для непрерывной регистрации суммарной (прямой и рассеянной) или только рассеянной солнечной радиации. 
Состоит из приёмника-регистратора — пиранометра и самопишущего гальванографа.
Для измерения только рассеянной радиации применяется теневое кольцо, затеняющее прибор от прямых лучей Солнца.
Пиранографы применяются в метеорологии и климатологии.
Если пиранограф служит для записи суммарной радиации, его называют также соляриграфом (ср. с соляриметр).